# Utah Jazz 2000-2001
La stagione 2000-01 degli Utah Jazz fu la 27ª nella NBA per la franchigia.
Gli Utah Jazz arrivarono secondi nella Midwest Division della Western Conference con un record di 53-29. Nei play-off persero al primo turno con i Dallas Mavericks (3-2).

## Roster
| N° | Naz.                   | Ruolo | Sportivo          | Anno | Alt. | Peso |
| -- | ---------------------- | ----- | ----------------- | ---- | ---- | ---- |
| 0  | Haiti (bandiera)       | AC    | Olden Polynice    | 1964 | 211  | 100  |
| 2  | Stati Uniti (bandiera) | G     | DeShawn Stevenson | 1981 | 196  | 95   |
| 3  | Stati Uniti (bandiera) | A     | Bryon Russell     | 1970 | 201  | 102  |
| 9  | Stati Uniti (bandiera) | G     | John Starks       | 1965 | 191  | 82   |
| 11 | Stati Uniti (bandiera) | G     | Jacque Vaughn     | 1975 | 185  | 86   |
| 12 | Stati Uniti (bandiera) | G     | John Stockton     | 1962 | 185  | 77   |
| 15 | Stati Uniti (bandiera) | AC    | Danny Manning     | 1966 | 208  | 104  |
| 20 | Stati Uniti (bandiera) | A     | Quincy Lewis      | 1977 | 201  | 98   |
| 21 | Stati Uniti (bandiera) | A     | David Benoit      | 1968 | 203  | 100  |
| 22 | Stati Uniti (bandiera) | G     | John Crotty       | 1969 | 185  | 84   |
| 32 | Stati Uniti (bandiera) | A     | Karl Malone       | 1963 | 206  | 113  |
| 34 | Stati Uniti (bandiera) | A     | Scott Padgett     | 1976 | 206  | 109  |
| 39 | Stati Uniti (bandiera) | C     | Greg Ostertag     | 1973 | 218  | 127  |
| 42 | Stati Uniti (bandiera) | A     | Donyell Marshall  | 1973 | 206  | 99   |

## Staff tecnico
- Allenatore: Jerry Sloan
- Vice-allenatori: Phil Johnson, Gordon Chiesa, David Fredman, Kenny Natt
- Vice-allenatore per lo sviluppo dei giocatori: Mark McKown